# Pervert pop song
«Pervert pop song» es una canción y el segundo sencillo de la banda mexicana de rock y pop Plastilina Mosh de su cuarto album de estudio, All U Need Is Mosh (2008). Esta canción se convirtió en otra de las exitosas del álbum y de la misma agruapción. La canción contiene coros de la actriz y cantante mexicana Gaby Garza durante el estribillo "Castígame, me he portado mal. Diviértete, sé que gozas y me gusta".

## Uso en medios
Entre los años 2008 y 2009 Fue utilizada la canción para un comercial de famosa marca de pan de caja en México.

## Lista de canciones

### CD - Promo
| Pervert Pop Song (Castigame) — Single |                                |          |  |
| N.º                                   | Título                         | Duración |  |
| 1.                                    | «Pervert Pop Song (Castigame)» | 4:07     |  |

## Posiciones en las listas
| Listas                                     | Posición |
| ------------------------------------------ | -------- |
| Estados Unidos Billboard Hot Latin Tracks  | 98       |
| Estados Unidos Billboard Latin Pop Airplay | 25       |